# سدیم پرمنگنات
سدیم پرمنگنات (به انگلیسی: Sodium permanganate) با فرمول شیمیایی NaMnO۴ یک ترکیب شیمیایی با شناسه پاب‌کم ۲۴۹۲۹ است. که جرم مولی آن 141.9254 g/mol 159.94 g/mol (monohydrate) می‌باشد. شکل ظاهری این ترکیب، جامد قرمز است. از آن می‌توان در مواد آتش بازی استفاده کرد.